# طعم ایران
مستند طعم ایران نام مجموعه تلویزیونی مستندی است که بدست صادق صبا برای شبکه جهانی بی بی سی در سال ۲۰۰۸ ساخته شد.برای تهیه این مجموعه صادق صبا از تلویزیون بی بی سی به ایران سفر کرد تا جهانیان را با تاریخ، فرهنگ، مناطق مختلف و دیدنی، آشپزی و غذاها و دیگر جذابیت‌ها و سنت‌های ایران آشنا سازد.
او با این فکر اقدام به ساختن این مجموعه نمود تا تصویر مخدوش و ناقصی که مردم جهان از ایران دارند و با توجه به اینکه هیچ اثری از فرهنگ و تمدن غنی ایران از لابلای تصاویر تلویزیونی غرب پخش نمی‌شود، تصمیم گرفت مخاطبان جهانی را با فرهنگ و قومیت و موسیقی و زیبایی‌های و مردم خون گرم ایران آشنا سازد. در این سفر او با زبده‌ترین تیم صدابرداری،فیلم برداری و تولید از شمال ایران که زادگاهش بود تا جنوب ایران را زیرپا گذاشت تا ایران را به تصویر کشید.

## بخشها
این مستند به صورت ۴ بخش ۴۵ دقیقه ای تهیه شده‌است که در هر بخش او زندگی روزمره مردم شهرها وروستاهای مختلف و فرهنگ‌ها و آداب و رسوم آنان را به تصویر کشیده است.در این مجموعه مستند که شاید بهترین مستندی است که در سال‌های اخیر در باره ایران ساخته شده‌است، سعی شده‌است تا فرهنگ و زیبایی‌های این کشور به تمام دنیا نشان داده شود.

## کارگردانی
قسمت اول و چهارم “ایران من” را مهرداد اسکویی مستند ساز پرتلاش کارگردانی کرد و دو قسمت دیگر را بهمن کیارستمی که کارگردانی صاحب نامی است ساخته است.

## تهیه

هنگام تهیه یکی از بخشهای مستند طعم ایران در جزیره کیش.

ایده ساخت مجموعه مستند تلویزیونی طعم ایران که از شبکه بی بی سی فارسی تحت عنوان “ایران من” پخش شد، بیش از دو سال پیش به ذهن من (صادق صبا) راه یافت، زمانی که بحران پرونده اتمی ایران بالا گرفته بود و صدای طبل جنگ گوش دوستداران صلح، بخصوص ایرانیان، را می خراشید.احساس می‌کردم تصویری که مردم دنیا از ایرانیان دارند، مخدوش و ناقص است و هیچ اثری از فرهنگ و تمدن غنی آن‌ها در لابه لای تصاویر تلویزیونی غرب از سانتریفیوژها و موشک‌ها دیده نمی‌شود.
تصمیم گرفتم تصویری از تنوع فرهنگی، قومی، موسیقی و غذایی ایرانی را به مخاطبان جهانی ارائه کنم.می دانستم بی بی سی در دنیا به عنوان رسانه ای مستقل و منصف شناخته شده و بر آن شدم از این مقبولیت بهره بگیرم تا جهانیان دیدی کاملتر از ایران داشته باشند، دور از هیاهوی قطعنامه‌های تنبیهی شورای امنیت و سه دهه بگو و مگوی غرب و تهران.
ایده را به مدیران سرویس جهانی بی بی سی پیشنهاد دادم و آن‌ها با ساخت مجموعه ای چهار قسمتی برای معرفی جنبه‌های کمتر شناخته شده زندگی ساکنان ایران زمین موافقت کردند. تنها مشکل گرفتن مجوز از مقامات ایران بود، ولی امید داشتم که بتوانم موافقت آن‌ها را بگیرم.

### از تالش تا خلیج فارس
اواسط سال ۱۳۸۶ به ایران رفتم و با مقامات وزارت فرهنگ و ارشاد اسلامی وارد گفتگو شدم. بعد از چندین جلسه که بین خود داشتند، نهایتاً موافقتشان را ابراز کردند و بدون شرط و شروطی این مجوز را دادند. به نظر می‌رسید خود آن‌ها نیز متوجه شده‌اند که وجهه بین‌المللی ایران نیاز به جلای تازه ای دارد.سپس کار انتخاب تیم تولید شروع شد و به همراه مازیار بهاری تهیه‌کننده اجرایی و الیزابت امان پور تهیه‌کننده مجموعه، توانستیم گروهی از زبده‌ترین کارگردانان، فیلمبرداران، صدابرداران و مدیران تولید و… را گردهم بیاوریم و اگر تلاش‌های بی دریغ آن‌ها نبود، این پروژه به چنین موفقیتی نمی‌رسید. این نمونه موفق یک کار گروهی بود.
ابتدا چند نقطه ایران را برای فیلمبرداری دستچین کردیم: گیلان، اصفهان، یزد، شیراز، بوشهر و جزایر خلیج فارس.
قسمت اول و چهارم “ایران من” را مهرداد اسکویی، مستند ساز پرتلاش کارگردانی کرد و دو قسمت دیگر را بهمن کیارستمی ساخته که کارگردانی صاحبنام است. کار با هر دو آن‌ها مسرتبخش بود.
در حقیقت، روزهایی که صرف ساخت “ایران من” کردم، از بهترین ایام زندگی من در سالیان اخیر بود. ما از کوه های تالش در شمال سرسبز ایران تا جزیره هرمز در خلیج نیلگون فارس فیلم برداری کردیم و جز صفا و صمیمیت ایرانیان چیزی ندیدیم.

### مهمان نوازی بی همتا
بعد از اتمام این پروژه احساس می‌کنم دلبندی ام به ایران صد چندان شده زیرا دیدم با وجود این همه رنگارنگی قومی و زبانی و دینی، مردم خود را ایرانی می‌دانند و چقدر به تاریخ و فرهنگ خود مباهات می‌کنند.از همه مهمتر، به این نتیجه رسیدم که مهمان نوازی ایرانیان بی همتاست.
در بازار رشت، موقعی که فیلمبرداری می‌کردیم، هر گاه مردم می فهمیدند بدنبال معرفی فرهنگ و زندگی گیلان به جهانیان هستیم، بسیار خوشحال می‌شدند و حتی اصرار می‌کردند که پول اجناس یا غذا را از ما نگیرند.یا مثلاً در یکی از روستاهای دورافتاده یزد، یک روستایی مهربان با این که موقع آبیاری مزرعه اش فرا رسیده بود، سخاوتمندانه وقت باارزش و کمیاب آبیاری را رها کرد تا از ما پذیرایی کند. او ما را به خانه برد و یک خوراک خوشمزه یزدی به نام “کله جوش” پخت که جای شما بسیار خالی بود.با صراحت می‌توانم بگویم در مجموع، در تمام این مدت هیچ مشکلی برای ما پیش نیامد.

## پخش
این مجموعه تلویزیونی برای نخستین بار در روز شنبه ۷ فبریه سال ۲۰۰۹ ساعت ۱۸:۱۰ دقیقه به وقت گرینویچ به روی آنتن شبکه جهانی بی بی سی رفت و تا کنون ۱۶ بار از طریق شبکه‌های مختلف از جمله بی بی سی فارسی بازپخش گردیده است.

### استقبال خیره کننده
این مجموعه مستند ابتدا از تلویزیون جهانی بی بی سی در بهمن و اسفند ۱۳۸۷ تحت عنوان A Taste of Iran پخش شد.صادق صبا در این باره می‌گوید: همیشه مطمئن بودم اگر این مجموعه از کانال جهانی بی بی سی پخش شود، بشدت مورد استقبال قرار می‌گیرد، ولی هرگز تصور نمی‌کردم با چنین استقبال گسترده مردم نقاط مختلف دنیا مواجه شود. بعد از پخش قسمت اول از تلویزیون جهانی بی بی سی، نظرسنجی از مخاطبان نشان می‌داد که ۸۸ درصد آن‌ها این برنامه را به عنوان محبوبترین برنامه بی بی سی طی آن هفته برگزیده‌اند.صدها ایمیل چه مستقیماً به بی بی سی و چه شخصاً به خودم ارسال شد و همگی اظهار خرسندی می‌کردند که بی بی سی چنین مجموعه خوبی از ایران پخش کرده که بجای رنگ و بوی سیاست، طعم مردم ایران را می‌دهد.
بسیاری با شگفتی می‌گفتند که نمی‌دانستند ایرانی ها اینقدر مهمان نوازند و برخی می‌گفتند علاقه‌مند شده‌اند از ایران بازدید کنند و راهنمایی می خواستند. حتی عده ای هم بدنبال دستور پخت غذاهای معرفی شده در این مجموعه چهار قسمتی بودند.
یک استاد اسراییلی ایرانی تبار هم یکبار به من تلفن زد و گفت که تماشای این مجموعه را به دوستان اسراییلی خود توصیه کرده و آن‌ها با تماشای آن نگاه کاملاً متفاوتی نسبت به ملت و فرهنگ ایران پیدا کرده‌اند.بسیاری از ایرانیان مقیم خارج هم می‌گفتند حالا بیشتر به ایرانی بودن خود افتخار می‌کنند و با مباهات از فرهنگ و مردم خود نزد دوستانشان سخن می‌گویند.

## گروه تهیه
مجری: صادق صبا
کارگردانان: بهمن کیارستمی و مهرداد اسکوئی
تهیه‌کننده : لیزی امانپور
نویسنده : صادق صبا

## هزینه ساخت
۲۵۷٬۴۷۹ دلار آمریکا